# 臺鐵嘉義車站刺警命案
臺鐵嘉義車站刺警命案是發生於2019年7月3日，24歲警員李承翰在處理鄭姓男旅客補票衝突時，遭兇嫌鄭再由以工作用尖刀刺傷腹部，急救後傷重不治而殉職的案件，本案涉及原因自由行为之爭議。

## 事發經過
2019年7月3日，臺灣鐵路管理局北上第152車次自強號（事發車廂為推拉式自強號PPT1081）於20時56分（原定20時42分，誤點14分）抵達嘉義車站，1名54歲鄭姓男旅客遭列車長發現無票乘車，鄭男因補票問題與列車長發生衝突。內政部警政署鐵路警察局高雄分局嘉義派出所24歲警員李承翰上車處理時，遭鄭男以工作用尖刀刺傷腹部，李承翰被緊急送往嘉義基督教醫院急救。
7月4日8時27分，李承翰雖已被輸送1萬3千毫升的血液救治，但還是因臟器大量失血而宣告不治，得年24歲。

## 治喪事宜

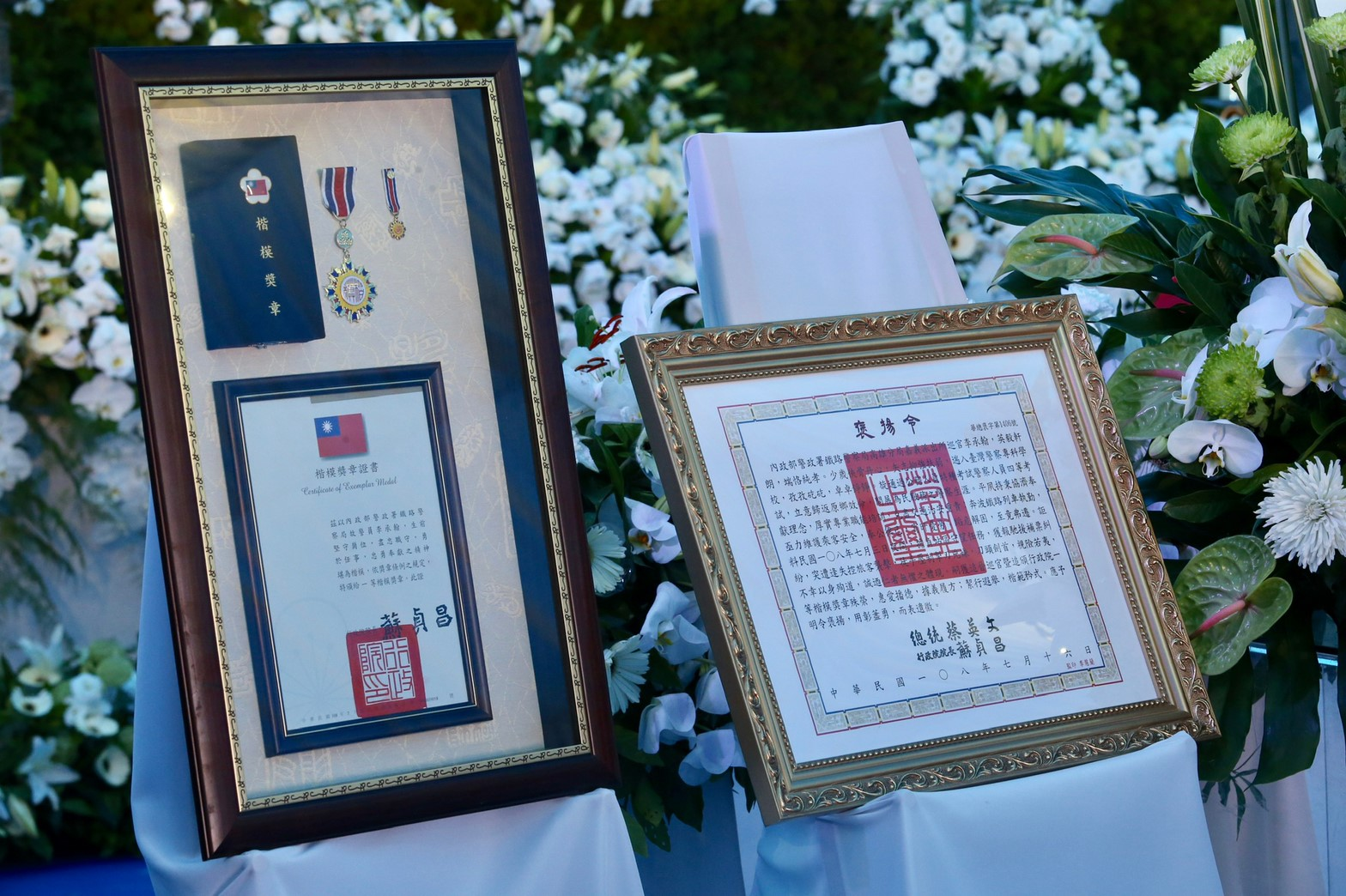
李承翰的褒揚令與楷模獎章

李承翰殉職後，7月16日舉行告別式，由時任中華民國內政部部長徐國勇擔任治喪委員會主任委員及點主官，時任中華民國副總統陳建仁代表時任中華民國總統蔡英文頒發褒揚令，明令褒揚李承翰，褒揚令全文如下：

內政部警政署鐵路警察局高雄分局嘉義派出所巡官李承翰，英毅軒朗，端恪純孝。少歲俠骨丹心，矢志抑強扶弱，遄入臺灣警察專科學校，孜孜矻矻，卓卓錚錚。旋通過公務人員特種考試警察人員四等考試，立意歸返原鄉效命，開展為民服務之警察生涯。平夙持秉協濟奉獻理念，厚實專業職能培訓，克盡交通治安重責；奔波鐵路列車執勤，亟力維護乘客安全，奉公律己，宵旰憂勞；蹈危解困，至竟弗遷。詎料民國一○八年七月三日夜間，擔負站區守望任務，獲報馳援補票糾紛，突遭逢失控旅客襲擊，徒手壓制掣刃兇嫌，刀頭劍首，視險若夷，不幸以身殉道，誠迺仁者無懼之體現。嗣獲追晉巡官暨追頒行政院一等楷模獎章殊榮，惠愛播德，據義履方；絜行遐舉，楷範矜式。應予明令褒揚，用彰藎勇，而表遺徽。
總　　　統　蔡英文　　　　

行政院院長　蘇貞昌　　　　

徐國勇代表時任行政院院長蘇貞昌頒發行政院一等楷模獎章，內政部警政署追贈李承翰為二線一星巡官，靈柩覆蓋中華民國國旗與中華民國警察旗。同時，告別式會場現場播放全國火車同步鳴笛三秒畫面後，出殯隊伍才開始出發。李承翰靈位將入祀嘉義縣忠烈祠。

## 後續效應

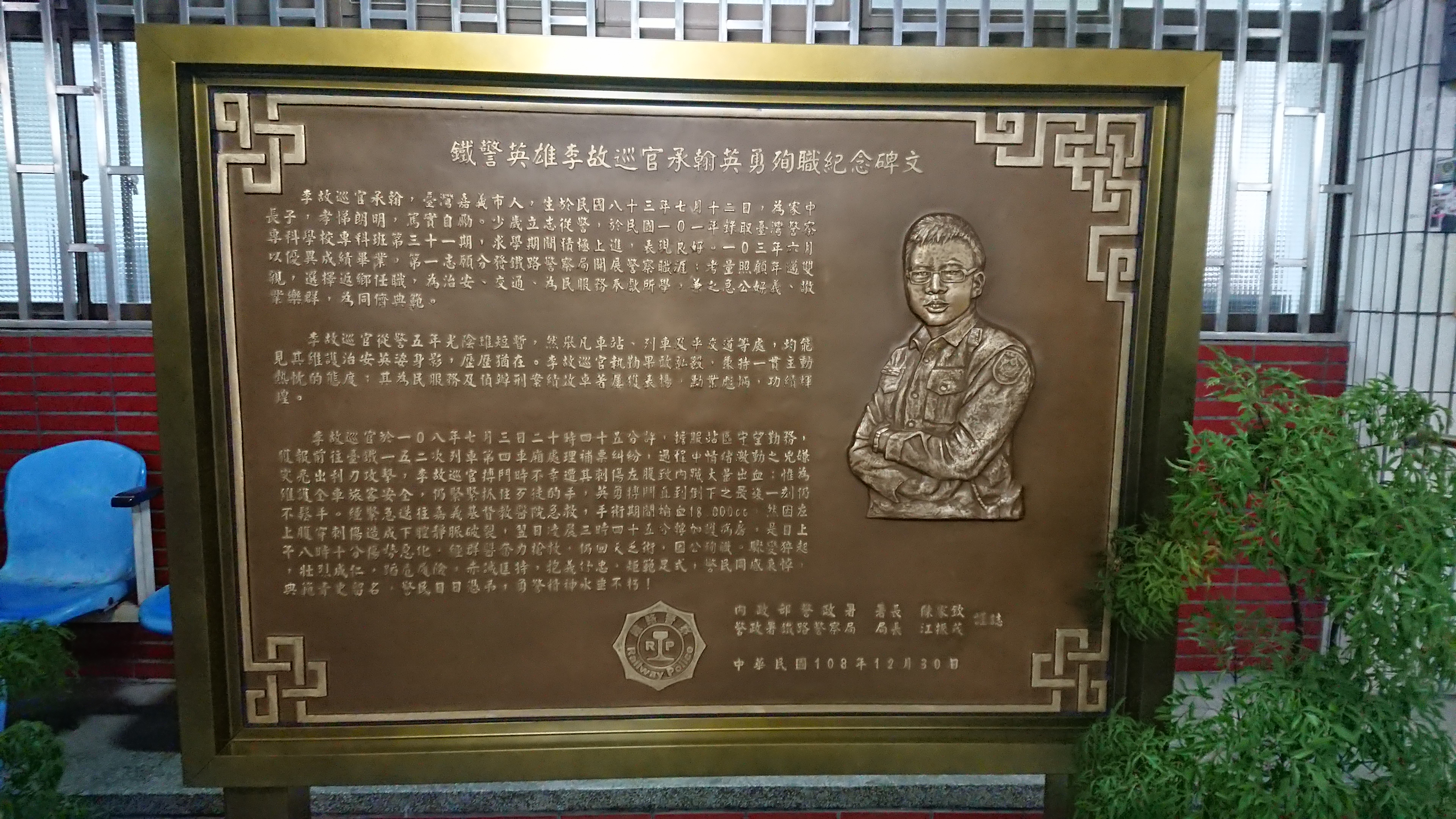
位於鐵路警察局嘉義派出所前的鐵警英雄李故巡官承翰英勇殉職紀念碑

針對命案，台灣鐵路管理局列出多項防範措施。詳細有：禁止無購票旅客乘車、簡易招呼站體，協調地方警察機關、增設巡邏箱，以提高見警率。於2021年前，也將完成及改善車站的監視控制系統；現有車廂與後續新購車廂，也將增設緊急對講機與監控系統。2019年7月11日，台鐵邀集相關單位，針對「突發性暴力事件之防範及乘務員、警察執行勤務安全維護...等」議題，研商檢討，並於7月15日發布後續改善措施。
中華民國政府表示短期內首先將優先增補公共運輸警力，以減少單警出勤機率。2019年10月後的中期，陸續增補達近260名警力於鐵路局執勤勤務，並改善制度面與設備。
2019年7月4日，愛爾麗集團總裁常如山將捐贈新臺幣300萬元以輔助政府購買警察用的電擊槍，並優先撥放鐵路局與高鐵捷運。7月12日，龍巖集團也電洽內政部，表明捐贈新臺幣500萬元以幫忙購買電擊槍。
2023年聯合報再次針對臺鐵嘉義車站刺警命案訪問一位資深員警並進行檢討報導，他於受訪時提到臺灣警察一向習慣大事化小，並把種種問題歸因於執行者個人或底層管理者，刻意去忽略其中的結構性問題。

## 審判
|          | 承審法院             | 承審法官                                                 | 辯護律師             | 判決結果                                                                               |
| 起訴罪名 | 承審法院             |                                                          | 辯護律師             |                                                                                        |
| 殺人罪   | 承審法院             |                                                          | 辯護律師             |                                                                                        |
| -------- | -------------------- | -------------------------------------------------------- | -------------------- | -------------------------------------------------------------------------------------- |
| 第一審   | 臺灣嘉義地方法院     | 卓春慧（審判長）、鄭諺霓、林家賢（受命）                 | 陳偉仁律師、陳明律師 | 無罪，令入相當處所施以監護伍年。 扣案之紅柄嫁接刀壹支沒收之。                          |
| 第二審   | 臺灣高等法院臺南分院 | 楊清安（審判長）、蕭于哲、陳珍如（受命）                 | 陳偉仁律師、陳明律師 | 原判決撤銷。 有期徒刑17年，刑滿後令入相當處所施以監護5年。扣案之紅柄嫁接刀壹支沒收之。 |
| 第三審   | 最高法院             | 李英勇（審判長）、黃瑞華、楊智勝、吳冠霆、洪兆隆（受命） | 陳偉仁律師、陳明律師 | 上訴駁回。                                                                             |

2020年4月30日，嘉義地方法院一審判決鄭姓男子無罪，並諭令50萬元交保。5月1日，台南高分院因嘉義地檢署提起抗告，將原裁定撤銷，發回嘉義地方法院。嘉義地方法院合議庭晚間8點做出裁定，鄭嫌維持新臺幣50萬交保，限制住居，並需遵守7項條件。嘉義地檢署不服裁定，二度提起抗告，台南高分院將原裁定撤銷，發回嘉義地方法院。5月4日，嘉義地方法院合議庭裁定鄭嫌需於24小時內繳納新台幣100萬元，若無法及時具保仍繼續羈押。並於同日將全案卷證及被告移送二審，台灣高等法院台南分院法官訊問鄭男後，認為所犯殺人罪為最輕本刑5年以上有期徒刑之罪。被告犯此重罪，伴隨高度逃亡可能，且被告具有明顯精神症狀，足認為有再犯及危害公共安全之虞，因此裁定羈押。
檢察官抗告時言詞激烈，指稱精神鑑定為時過短且於速食店中進行，「簡直速食完成，十分輕佻！」主張「智商不足可以假裝」。媒體亦競開報導其看法，引發大量對精神鑑定的負面意見。唯據事後瞭解，鑑定時間非醫師所能左右，須配合司法系統之時程與人力安排；而本案廣受曯目，司法系統將時間壓力與可否教化之判斷轉嫁予醫師，使醫師為求速決，不得不於既有時程之外，於速食店中加班進行。長期觀察新聞媒體的台灣媒體觀察教育基金會也在5月7日發表針對新聞報導與粉絲頁貼文報告，指出媒體在報導取向方面充斥煽動語調、取材內容極為片面、且充斥發表者與意見領袖的個人意見。報告最後指責新聞媒體的作為，會令閱聽人誤解判決、助長歧視精神疾病患者、並誤解刑事精神鑑定，對社會帶來嚴重的負面影響。
李承翰父親李增文，在一審判決結果的35天後，於2020年6月4日下午因胃出血而病逝，並於6月16日舉行告別式。
2021年2月24日，臺灣高等法院臺南分院二審宣判，認定鄭嫌雖因精神障礙導致辨識行為違法及行為控制能力顯著減低，惟未達完全喪失程度，原審判決顯有違誤，改判有期徒刑17年，刑滿後令入相當處所施以監護5年。
2021年6月23日，維持有期徒刑17年，全案定讞。

## 參看
- 2014年台北捷運隨機殺人事件：2014年5月21日，於臺灣台北捷運發生的隨機殺人事件，造成4死24傷。
- 2018年新幹線隨機殺人事件：2018年6月9日，發生在日本新幹線希望號265次列車的隨機殺人事件，造成1死2重傷
- 2021年臺鐵臺北車站刺警案：2021年5月22日，於臺灣台北車站發生的刺警事件，造成2傷。
- 2022年台南雙警遇襲命案：2022年8月22日發生於台南的殺警命案，造成2死。